# Румыния на летних Олимпийских играх 1984
Румыния на Летних Олимпийских играх 1984 года в Лос-Анджелесе была представлена 124 спортсменами (71 мужчина, 53 женщины), которые приняли участие в соревнованиях по 13 видам спорта. Она стала единственной страной Восточного блока, принявшей участие в этой олимпиаде. Румынские спортсмены завоевали 20 золотых, 16 серебряных и 17 бронзовых медалей, что вывело сборную на 2 место в неофициальном командном зачёте.

## Медалисты
| Медаль  | Спортсмен | Вид спорта                  | Дисциплина                                  |
| ------- | --- | --------------------------- | ------------------------------------------- |
| Золото  | Дойна Мелинте | Лёгкая атлетика             | Женщины, 800 метров                         |
| Золото  | Маричика Пуйкэ | Лёгкая атлетика             | Женщины, 3000 метров                        |
| Золото  | Анишоара Кушмир | Лёгкая атлетика             | Женщины, прыжки в длину                     |
| Золото  | Иван Пацайкин Тома Симьонов | Гребля на байдарках и каноэ | Мужчины, каноэ-двойка, 1000 м               |
| Золото  | Агафия Константин Настасия Йонеску Текла Маринеску Мария Штефан                                                                       | Гребля на байдарках и каноэ | Женщины, байдарка-четвёрка, 500 м           |
| Золото  | Лавиния Агаке Лаура Кутина Кристина Григораш Симона Пэукэ Екатерина Сабо Михаэла Стэнулец                                             | Спортивная гимнастика       | Женщины, командное первенство               |
| Золото  | Екатерина Сабо | Спортивная гимнастика       | Женщины, опорный прыжок                     |
| Золото  | Екатерина Сабо | Спортивная гимнастика       | Женщины, бревно                             |
| Золото  | Симона Пэукэ | Спортивная гимнастика       | Женщины, бревно                             |
| Золото  | Экатерина Сабо | Спортивная гимнастика       | Женщины, вольные упражнения                 |
| Золото  | Петру Йосуб Валер Тома | Академическая гребля        | Мужчины, двойки распашные без рулевого      |
| Золото  | Валерия Рэчилэ | Академическая гребля        | Женщины, одиночки                           |
| Золото  | Марьоара Попеску Элисабета Оленюк | Академическая гребля        | Женщины, двойки парные                      |
| Золото  | Маричика Цэран Анишоара Сорохан Йоана Бадя София Корбан Екатерина Оанча                                                               | Академическая гребля        | Женщины, четвёрки парные                    |
| Золото  | Родика Арба Елена Хорват | Академическая гребля        | Женщины, двойки распашные без рулевой       |
| Золото  | Флорика Лаврик Мария Фричою Кира Апостол Ольга Хомеги Вьорика Йожа                                                                    | Академическая гребля        | Женщины, четвёрки распашные с рулевой       |
| Золото  | Петре Бекеру | Тяжёлая атлетика            | Мужчины, до 82,5 кг                         |
| Золото  | Николаэ Влад | Тяжёлая атлетика            | Мужчины, до 90 кг                           |
| Золото  | Йон Драйка | Борьба                      | Мужчины, греко-римская борьба, до 82 кг     |
| Золото  | Василе Андрей | Борьба                      | Мужчины, греко-римская борьба, до 100 кг    |
| Серебро | Дойна Мелинте | Лёгкая атлетика             | Женщины, 1500 метров                        |
| Серебро | Вали Ионеску | Лёгкая атлетика             | Женщины, прыжки в длину                     |
| Серебро | Михаэла Логин | Лёгкая атлетика             | Женщины, толкание ядра                      |
| Серебро | Иван Пацайкин Тома Симьонов | Гребля на байдарках и каноэ | Мужчины, каноэ-двойка, 500 м                |
| Серебро | Аурора Дан Моника Вебер-Косто Розалия Орос Марчела Жак Элисабета Гузгану                                                              | Фехтование                  | Женщины, рапира, командное первенство       |
| Серебро | Екатерина Сабо | Спортивная гимнастика       | Женщины, абсолютное первенство              |
| Серебро | Дойна Стайкулеску | Художественная гимнастика   | Женщины, абсолютное первенство              |
| Серебро | Димитрие Попеску Василе Томоягэ Думитру Рэдукану                                                                                      | Академическая гребля        | Мужчины, двойки распашные с рулевым         |
| Серебро | Марьоара Трашкэ Луча Саука Дойна Шнеп-Бэлан Анета Михай Аурора Плешка Камелия Дьяконеску Вьорика Йожа Михаэла Армэшеску Адрьяна Базон | Академическая гребля        | Женщины, восьмёрки                          |
| Серебро | Корнелиу Йон | Стрельба                    | Мужчины, скорострельный пистолет, 25 м      |
| Серебро | Джелу Раду | Тяжёлая атлетика            | Мужчины, до 60 кг                           |
| Серебро | Андрей Сокачи | Тяжёлая атлетика            | Мужчины, до 67,5 кг                         |
| Серебро | Думитру Петре | Тяжёлая атлетика            | Мужчины, до 90 кг                           |
| Серебро | Василе Гроапа | Тяжёлая атлетика            | Мужчины, до 100 кг                          |
| Серебро | Штефан Ташнади | Тяжёлая атлетика            | Мужчины, до 110 кг                          |
| Серебро | Илие Матей | Борьба                      | Мужчины, греко-римская борьба, до 90 кг     |
| Бронза  | Фица Ловин | Лёгкая атлетика             | Женщины, 800 метров                         |
| Бронза  | Маричика Пуйкэ | Лёгкая атлетика             | Женщины, 1500 метров                        |
| Бронза  | Кристина Кожокару | Лёгкая атлетика             | Женщины, 400 метров с барьерами             |
| Бронза  | Флоренца Крэчунеску | Лёгкая атлетика             | Женщины, метание диска                      |
| Бронза  | Мирча Фулджер | Бокс                        | Мужчины, до 63,5 кг                         |
| Бронза  | Костикэ Олару | Гребля на байдарках и каноэ | Мужчины, каноэ-одиночка, 500 м              |
| Бронза  | Марин Мустацэ Иоан Поп Александру Кикулицэ Корнел Марин Вилмош Сабо                                                                   | Фехтование                  | Мужчины, сабля, командное первенство        |
| Бронза  | Симона Пэукэ | Спортивная гимнастика       | Женщины, абсолютное первенство              |
| Бронза  | Лавиния Агаке | Спортивная гимнастика       | Женщины, опорный прыжок                     |
| Бронза  | Команда | Гандбол                     | Мужчины                                     |
| Бронза  | Мирча Фрэцикэ | Дзюдо                       | Мужчины, до 78 кг                           |
| Бронза  | Михай Чок | Дзюдо                       | Мужчины, открытая категория                 |
| Бронза  | Анка Пэтрэшкою | Плавание                    | Женщины, 200 м на спине                     |
| Бронза  | Драгомир Чорослан | Тяжёлая атлетика            | Мужчины, до 75 кг                           |
| Бронза  | Штефан Русу | Борьба                      | Мужчины, греко-римская борьба, до 74 кг     |
| Бронза  | Виктор Долипски | Борьба                      | Мужчины, греко-римская борьба, свыше 100 кг |
| Бронза  | Василе Пушкашу | Борьба                      | Мужчины, вольная борьба, до 100 кг          |

## Результаты соревнований

### Академическая гребля
В следующий раунд из каждого заезда проходили несколько лучших экипажей (в зависимости от дисциплины). В финал A выходили 6 сильнейших экипажей, ещё 6 экипажей, выбывших в полуфинале, распределяли места в финале B.
Мужчины
| Соревнование | Спортсмены               | Предварительный заезд | Предварительный заезд | Предварительный заезд | Отборочный заезд | Отборочный заезд | Отборочный заезд | Полуфинал | Полуфинал | Полуфинал | Финал   | Финал   | Итоговое место |
| Соревнование | Спортсмены               | Заезд                 | Время                 | Место                 | Заезд            | Время            | Место            | Заезд     | Время     | Место     | Время   | Место   | Итоговое место |
| ------------ | ------------------------ | --------------------- | --------------------- | --------------------- | ---------------- | ---------------- | ---------------- | --------- | --------- | --------- | ------- | ------- | -------------- |
| двойки       | Петру Йосуб Валериу Тома | 2                     | 6:56,60               | 2 Q                   | не участвовали   | не участвовали   | не участвовали   | 2         | 6:53,23   | 1 QA      | Финал A | Финал A | 1              |
| двойки       | Петру Йосуб Валериу Тома | 2                     | 6:56,60               | 2 Q                   | не участвовали   | не участвовали   | не участвовали   | 2         | 6:53,23   | 1 QA      | 6:45,39 | 1       | 1              |